# Eurytoma saltinata
Eurytoma saltinata är en stekelart som beskrevs av Girault 1927. Eurytoma saltinata ingår i släktet Eurytoma och familjen kragglanssteklar. Inga underarter finns listade i Catalogue of Life.